# Фойос
Фойос (валенс. Foios (офіційна назва), ісп. Foyos) — муніципалітет в Іспанії, у складі автономної спільноти Валенсія, у провінції Валенсія. Населення — 6781 особа (2010).

## Географія
Муніципалітет розташований на відстані близько 300 км на схід від Мадрида, 7 км на північ від Валенсії.

## Демографія
Динаміка населення (INE ):

## Галерея зображень

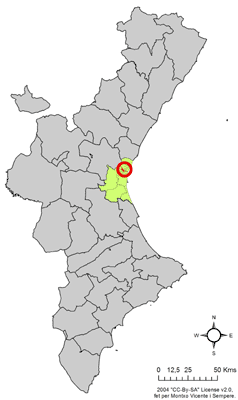
Розташування муніципалітету Фойос у автономній спільноті Валенсія
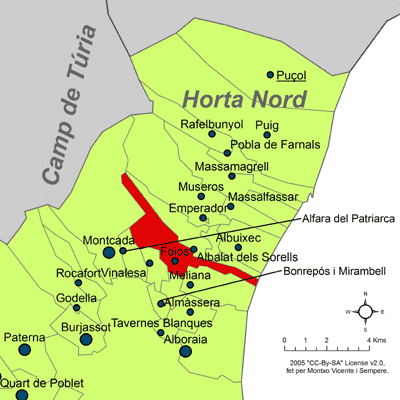
Розташування муніципалітету Фойос у комарці Уерта-Норте
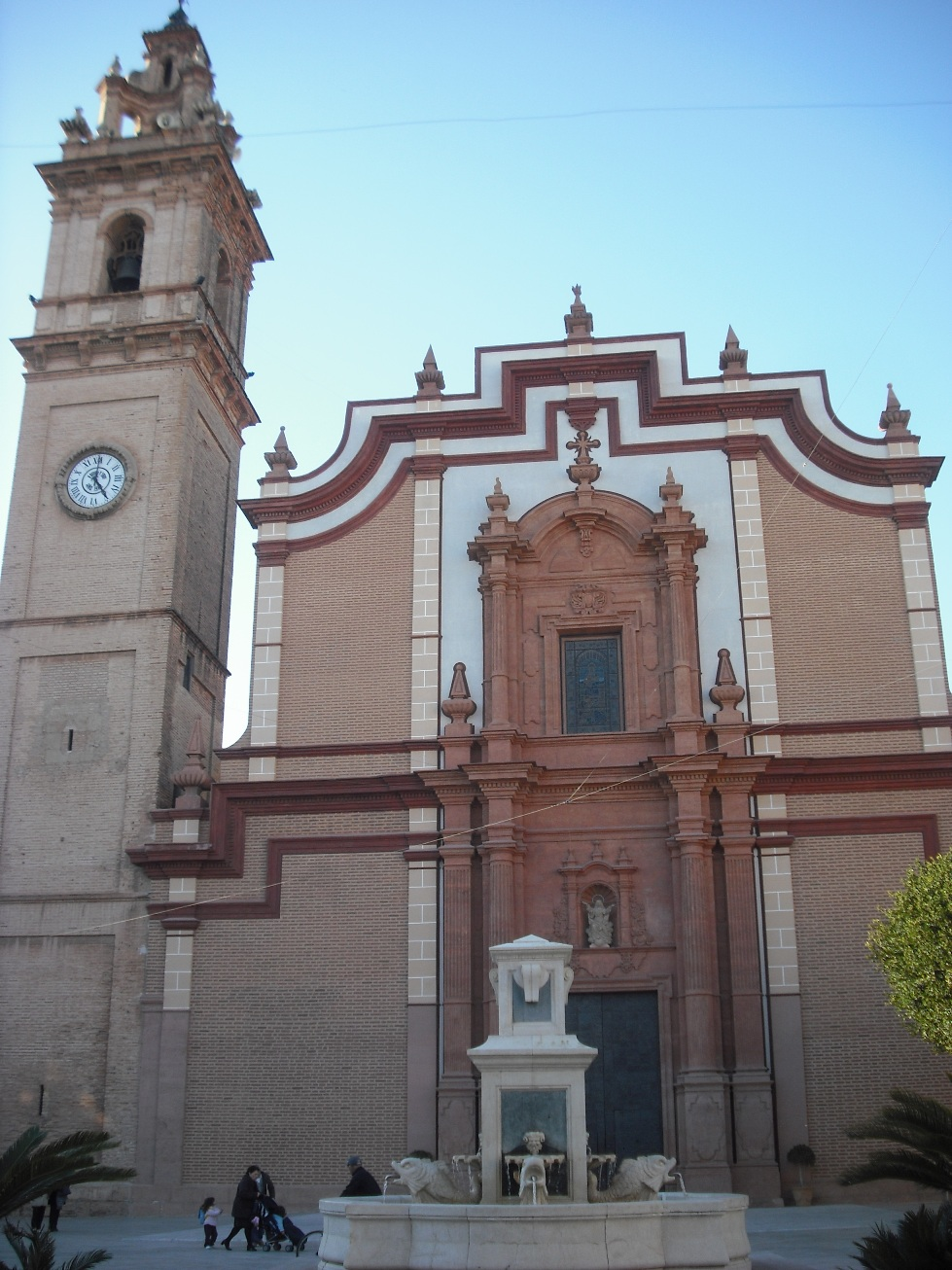
Церква Ла-Асунсьйон-де-Нуестра-Сеньйора
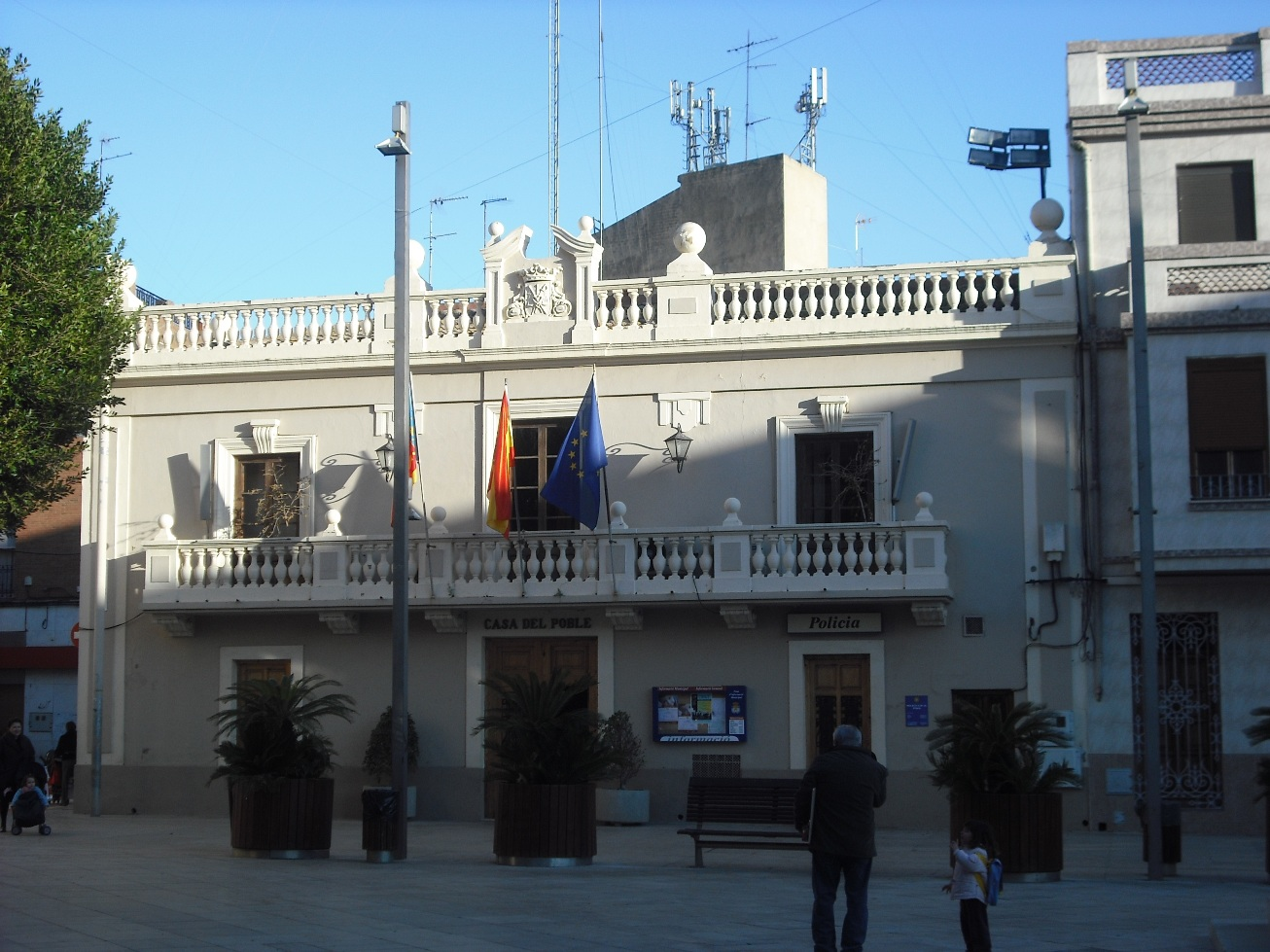
Муніципальна рада